# Pala del Coll de Porta
La Pala del Coll de Porta és una muntanya de 892 metres que es troba entre els municipis de Camarasa i de les Avellanes i Santa Linya, a la comarca catalana de la Noguera. Forma part de la Serra de Mont-roig.